# Biefmorin
Biefmorin település Franciaországban, Jura megyében. Lakosainak száma 91 fő (2022. január 1.). Biefmorin Chêne-Bernard, Bretenières, Champrougier, Le Chateley, Colonne, Les Deux-Fays, Pleure, Sergenon, Tassenières és Villers-les-Bois községekkel határos.

## Népesség
A település népességének változása:
| Lakosok száma | 75   | 63   | 59   | 72   | 76   | 88   | 98   | 110  | 104  | 91   |
|               | 1968 | 1982 | 1990 | 2006 | 2013 | 2015 | 2017 | 2019 | 2020 | 2022 |